# 창녕 감리 마애여래입상
창녕 감리 마애여래입상(昌寧 甘里 磨崖如來立像)은 대한민국 경상남도 창녕군 고암면에 있는 마애불이다.
1972년 2월 12일 경상남도의 유형문화재 제46호 감리마애여래입상으로 지정되었다가, 2018년 12월 20일 현재의 명칭으로 변경되었다.

## 개요
경상남도 창녕에 있는 작품으로 화강암으로 된 자연암벽을 다듬어 불상을 도드라지게 새기고 있다.
마멸이 심하여 세부표현은 잘 알 수 없지만, 탄력있는 둥근 얼굴과 어깨까지 닿은 귀, 목에 있는 3줄의 삼도(三道) 등에서 뛰어난 조각수법을 엿볼 수 있다. 옷은 왼쪽 어깨를 감싸고 있으며 가슴에서 무릎까지 U자형의 옷주름이 표현되어 있다.
부처의 몸에서 나오는 빛을 형상화한 광배(光背)는 배(舟)모양이며, 머리광배는 2줄의 선으로 둥글게 표현하였다.
탄력있는 얼굴, 굴곡이 표현된 신체, 부드러운 옷주름 등으로 볼 때 통일신라시대에 만들어진 불상으로 보인다.

## 참고 문헌
- 창녕 감리 마애여래입상 - 국가유산청 국가유산포털